# ネヴァーマインド
『ネヴァーマインド』（Nevermind）は、アメリカ合衆国のロックバンド、ニルヴァーナの2枚目のアルバム。アルバムはビルボードにおいてナンバー1となり、驚異的な売り上げを示した。シアトルのローカルバンドに過ぎなかったニルヴァーナを全米トップの人気バンドへと押し上げ、グランジ/オルタナティヴ・ロックムーブメントを全米に広げた。カートの自殺によるバンド解散後もアルバムは売れ続け、2013年までに全世界で3,000万枚を超えている。

## 経緯
アルバム『ネヴァーマインド』は、1990年から1991年にかけて録音された。プロデューサーはブッチ・ヴィグ、ミキサーはアンディ・ウォレスがそれぞれ担当。より広い層にアピールするようボーカル/ギターを強調し、またラジオオンエアの際によりクリアに聴こえるように中音域に音を集めたミックスとなった。また、ヒット曲「スメルズ・ライク・ティーン・スピリット」から始まる楽曲もメジャー市場を意識したものからアンダーグラウンド寄りのものまでバランスよく収録されている。因みにこのようにそれまでのアンダーグラウンド重視からポップな曲作りが行われるようになったのはゲフィン・レコードとの契約時の「トップ30にパンクを入れる」という発言などからカートがこのアルバムをヒットさせることを意識していたことが理由として挙げられる。
ジャケットで泳いているのはスペンサー・エルデン（Spencer Elden）という男児。

## 影響と評価
アルバムはヘヴィメタルファンからロック/ポップのファンまで幅広いリスナーを獲得するに至った。
このアルバムはベストセラーとなり、ニルヴァーナは一躍トップバンドの仲間入りを果たしたが、メジャー市場を意識した作りは後のニルヴァーナの活動に影を落としてしまうこととなる。特にボーカルのカートは完成当初は、サウンドプロダクションも含め非常に気に入っていたものの、この成功を快くは思っておらず、1993年のインタビューでは「今では全く聴いていない」と語るなど、度々本アルバムを嫌悪・否定するような発言を繰り返している。このカートの態度は、後にアンダーグラウンドへと回帰した『イン・ユーテロ』を生むこととなった。

### 訴訟

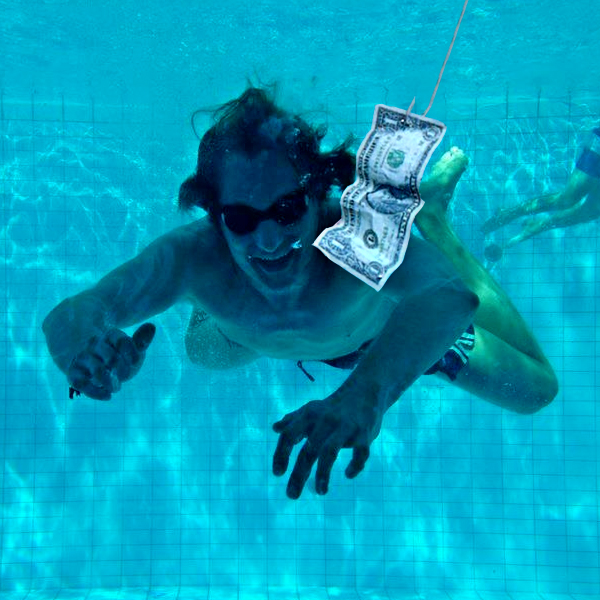
ノルウェー人男性によるジャケットの再現

ジャケットには生後4か月のスペンサー・エルデン（Wikidata）が全裸で1ドル札を見ながらプールを泳いでいる姿が写されているが、この写真が児童ポルノに当たるとして2021年8月にスペンサーはニルヴァーナを提訴した。スペンサーは17歳の頃に「たくさんの人に僕の裸を見られたと思うと、ゾッとするよ。僕は世界一のポルノ俳優になった気分さ」とも語っている。しかしながら、スペンサーは同アルバムの10周年、20周年、25周年に合わせ、水着を着た状態でオマージュを撮影している。裁判所は10年の時効を大幅に超えているとし棄却しているが、スペンサーは再提訴を繰り返している。

## チャート
ビルボード200において1位を獲得、また数々の批評家達からその年のベスト・アルバムに選出された。
RIAAにより、ゴールド、プラチナアルバムとして認定。しかしながら、保守的なグラミー賞には候補にも上らなかった。
2020年、「ローリングストーン誌が選ぶオールタイム・ベストアルバム500」に於いて6位。これは、90年代以降のアルバムの中で最高位となる。

## 収録曲
※特筆のない限りは、いずれも全作詞・作曲：カート・コバーン。
1. スメルズ・ライク・ティーン・スピリット "Smells Like Teen Spirit" (Cobain/Grohl/Novoselic) – 5:02
2. イン・ブルーム "In Bloom" (Cobain) – 4:15
3. カム・アズ・ユー・アー "Come as You Are" (Cobain) – 3:39
4. ブリード "Breed" (Cobain) – 3:04
5. リチウム "Lithium" (Cobain) – 4:17
6. ポリー "Polly" (Cobain) – 2:56 
「レイプ犯から見た風景を歌った反レイプソング[14]」である。
7. テリトリアル・ピッシングス "Territorial Pissings" (Cobain) – 2:23
8. ドレイン・ユー "Drain You" (Cobain) – 3:44
9. ラウンジ・アクト "Lounge Act" (Cobain) – 2:37
10. ステイ・アウェイ "Stay Away" (Cobain) – 3:33 
元々は「Pay To Play」という楽曲で歌詞も異なっていた。こちらのバージョンは「ウィズ・ザ・ライツ・アウト」などに収録されている他、ブートレッグとしても出回っている。
11. オン・ア・プレイン "On a Plain" (Cobain) – 3:17
12. サムシング・イン・ザ・ウェイ "Something in the Way" (Cobain) – 3:51 
1990年に作成された曲。この曲は、「カートが、住む家がなく『underneath a bridge（橋の下）』で寝泊りしていた時期に作成された」という噂が存在するが、ジャーナリストのCharles R. Crossは著書の中で、そのようは事実はなかったであろうと否定している[15]。
2022年公開[* 3]の映画『THE BATMAN-ザ・バットマン-』の予告編および本編にこの曲が使用された[16]。
13. エンドレス・ネームレス（ヒドゥン・トラック） "Endless, Nameless" - 6:44

### 20thアニヴァーサリー・エディション
デラックス・エディション
DISC1:2011年最新リマスターによるオリジナル・アルバム＋Bサイズ（ネヴァーマインドからのシングルB面収録曲）
1. スメルズ・ライク・ティーン・スピリット "Smells Like Teen Spirit"
2. イン・ブルーム "In Bloom"
3. カム・アズ・ユー・アー　"Come as You Are"
4. ブリード　"Breed"
5. リチウム　"Lithium"
6. ポーリー　"Polly"
7. テリトリアル・ピッシングス　"Territorial Pissing"
8. ドレイン・ユー　"Drain You"
9. ラウンジ・アクト　"Lounge Act"
10. ステイ・アウェイ　"Stay Away"
11. オン・ア・プレイン　"On a Plain"
12. サムシング・イン・ザ・ウェイ　"Something in the Way" [with "Endless, Nameless"] 
＜THE B SIDES＞
13. イーヴン・イン・ヒズ・ユース　"Even in His Youth"
14. アニューリズム　"Aneurysm"
15. カームジョン　"Curmudgeon"
16. D-7（ライヴ・アット・ザ・BBC）　"D-7"
17. ビーン・ア・サン（ライヴ）　"Been a Son" (Live)
18. スクール（ライヴ）　"School" (Live)
19. ドレイン・ユー（ライヴ）　"Drain You" (Live)
20. スリヴァー（ライヴ）"Sliver" (Live)
21. ポーリー（ライヴ）"Polly" (Live)

DISC2:ザ・スマート・スタジオ・セッション（プッチ・ヴィグのスタジオでのデモ）＋ザ・ブームボックス・リハーサル（ラジカセ録音によるリハーサル）＋BBCセッション
1. イン・ブルーム（未発表）　"In Bloom" (Previously unreleased)
2. イモディアム（ブリード）（未発表）　"Immodium (Breed)" (Previously unreleased)
3. リチウム（未発表）　"Lithium" (Previously unreleased)
4. ポーリー（未発表ミックス）　"Polly" (Previously unreleased mix)
5. ペイ・トゥ・プレイ　"Pay to Play"
6. ヒア・シー・カムス・ナウ　"Here She Comes Now"
7. ダイヴ（未発表）　"Dive" (Previously unreleased)
8. サッピー（未発表）"Sappy" (Previously unreleased) 
＜THE BOOMBOX REHEARSALS＞
9. スメルズ・ライク・ティーン・スピリット　"Smells Like Teen Spirit"
10. ヴァース・コーラス・ヴァース（未発表）"Verse Chorus Verse" (Previously unreleased)
11. テリトリアル・ピッシングス（未発表）"Territorial Pissings" (Previously unreleased)
12. ラウンジ・アクト（未発表）"Lounge Act" (Previously unreleased)
13. カム・アズ・ユー・アー　"Come as You Are"
14. オールド・エイジ（未発表）　"Old Age" (Previously unreleased)
15. サムシング・イン・ザ・ウェイ（未発表）"Something in the Way" (Previously unreleased)
16. オン・ア・プレイン（未発表）　"On a Plain" (Previously unreleased) 
＜BBC SESSION＞
17. ドレイン・ユー（未発表）"Drain You" (Live) (Previously unreleased)
18. サムシング・イン・ザ・ウェイ（未発表）　"Something in the Way" (Live) (Previously unreleased)

スーパー・デラックス・エディション
DISC3:ザ・デヴォンシャー・ミックス（ブッチ・ヴィグ・プロデュース＋ミックスによるアルバム）
1. スメルズ・ライク・ティーン・スピリット　"Smells Like Teen Spirit"
2. イン・ブルーム　"In Bloom"
3. カム・アズ・ユー・アー　"Come as You Are"
4. ブリード　"Breed"
5. リチウム　"Lithium"
6. テリトリアル・ピッシングス　"Territorial Pissings"
7. ドレイン・ユー　"Drain You"
8. ラウンジ・アクト　"Lounge Act"
9. ステイ・アウェイ　"Stay Away"
10. オン・ア・プレイン　"On a Plain"
11. サムシング・イン・ザ・ウェイ　"Something in the Way"

DISC4:ライヴ・アット・ザ・パラマウント・シアター（91年の未発表コンサートのオーディオ）
1. ジーザス・ダズント・ウォント・ミー・フォー・ア・サンビーム　"Jesus Doesn't Want Me for a Sunbeam"
2. アニューリズム　"Aneurysm"
3. ドレイン・ユー　"Drain You"
4. スクール　"School"
5. フロイド・ザ・バーバー　"Floyd the Barber"
6. スメルズ・ライク・ティーン・スピリット　"Smells Like Teen Spirit"
7. アバウト・ア・ガール　"About a Girl"
8. ポーリー　"Polly"
9. ブリード　"Breed"
10. スリヴァー　"Sliver"
11. ラヴ・バズ　"Love Buzz"
12. リチウム　"Lithium"
13. ビーン・ア・サン　"Been a Son"
14. ネガティヴ・クリープ　"Negative Creep"
15. オン・ア・プレイン　"On a Plain"
16. ブルー　"Blew"
17. レイプ・ミー　"Rape Me"
18. テリトリアル・ピッシングス　"Territorial Pissings"
19. エンドレス、ネームレス　"Endless, Nameless"

DVD:ライヴ・アット・ザ・パラマウント・シアター＋ミュージック・ビデオ4曲
1. ジーザス・ダズント・ウォント・ミー・フォー・ア・サンビーム　"Jesus Doesn't Want Me for a Sunbeam"
2. アニューリズム　"Aneurysm"
3. ドレイン・ユー　"Drain You"
4. スクール　"School"
5. フロイド・ザ・バーバー　"Floyd the Barber"
6. スメルズ・ライク・ティーン・スピリット　"Smells Like Teen Spirit"
7. アバウト・ア・ガール　"About a Girl"
8. ポーリー　"Polly"
9. ブリード　"Breed"
10. スリヴァー　"Sliver"
11. ラヴ・バズ　"Love Buzz"
12. リチウム　"Lithium"
13. ビーン・ア・サン　"Been a Son"
14. ネガティヴ・クリープ　"Negative Creep"
15. オン・ア・プレイン　"On a Plain"
16. ブルー　"Blew"
17. レイプ・ミー　"Rape Me"
18. テリトリアル・ピッシングス　"Territorial Pissings"
19. エンドレス、ネームレス　"Endless, Nameless"

＜EXTRAS＞
1. スメルズ・ライク・ティーン・スピリット（ミュージック・ビデオ）　"Smells Like Teen Spirit"
2. カム・アズ・ユー・アー（ミュージック・ビデオ）　"Come as You Are"
3. リチウム（ミュージック・ビデオ）　"Lithium"
4. イン・ブルーム（ミュージック・ビデオ）　"In Bloom"

## クレジット
ニルヴァーナ
- カート・コバーン - ヴォーカル、ギター
- クリス・ノヴォセリック - エレクトリックベース
- デイヴ・グロール - ドラムス

ゲスト・ミュージシャン
- カーク・カニング - チェロ（「サムシング・イン・ザ・ウェイ」）
- チャド・チャニング - シンバル（「ポリー」）

技術スタッフ、アートワーク
- クレイグ・Doubet - アシスタント・エンジニアリング、ミキシング
- スペンサー・エルデン - カバー写真の幼児
- ロバート・フィッシャー - アートワーク、アート・ディレクション、デザイン、カバー・デザイン
- マイケル・レヴィン - 写真撮影
- ブッチ・ヴィグ - 共同プロデューサー、エンジニア
- アンディ・ウォレス - ミキシング
- ハウィー・ウェインバーグ - マスタリング
- カーク・ウェドル - カバー写真

## チャート
| チャート (1991–1992年)                     | 最高位 |
| ------------------------------------------ | ------ |
| オーストラリア (ARIA)                      | 2      |
| オーストラリア アルタナティヴ (ARIA)       | 1      |
| オーストリア (Ö3 Austria)                  | 2      |
| ベルギー (IFPI Belgium)                    | 1      |
| ブエノス・アイレス (UPI)                   | 1      |
| カナダ (RPM)                               | 1      |
| カナダ (The Record)                        | 1      |
| デンマーク (Hitlisten)                     | 3      |
| オランダ (MegaCharts)                      | 3      |
| ヨーロッパ (Music & Media)                 | 2      |
| フィンランド (The Official Finnish Charts) | 1      |
| フランス (SNEP)                            | 1      |
| ドイツ (Offizielle Top 100)                | 3      |
| ギリシャ (IFPI Greece)                     | 1      |
| ハンガリー (MAHASZ)                        | 12     |
| アイルランド (IFPI Ireland)                | 1      |
| イタリア (Musica e dischi)                 | 10     |
| ニュージーランド (RMNZ)                    | 2      |
| ノルウェー (VG-lista)                      | 2      |
| ポルトガル (AFP)                           | 1      |
| スペイン (Spanish Albums Chart)            | 2      |
| スウェーデン (Sverigetopplistan)           | 1      |
| スイス (Schweizer Hitparade)               | 2      |
| UK ネットワーク・アルバムズ (MRIB)         | 6      |
| UK アルバムズ (OCC)                        | 7      |
| US Billboard 200                           | 1      |
| ジンバブエ                                 | 4      |

| チャート (2015年) | 最高位 |
| ----------------- | ------ |
| ポーランド (ZPAV) | 11     |

| チャート (2017年)  | 最高位 |
| ------------------ | ------ |
| カナダ (Billboard) | 46     |

| チャート (2019年)              | 最高位 |
| ------------------------------ | ------ |
| ベルギー (Ultratop Flanders)   | 12     |
| US Top Rock Albums (Billboard) | 16     |

| チャート (2021年)                             | 最高位 |
| --------------------------------------------- | ------ |
| クロアチア インターナショナル・アルバム (HDU) | 21     |
| ポーランド (ZPAV)                             | 1      |
| US Top Rock Albums (Billboard)                | 9      |

| チャート (2011年)                                                 | 最高位 |
| ----------------------------------------------------------------- | ------ |
| ベルギー (Ultratop Wallonia)                                      | 7      |
| デンマーク (Hitlisten)                                            | 16     |
| フィンランド (Suomen virallinen lista)                            | 41     |
| フランス (SNEP)                                                   | 5      |
| ギリシャ (Billboard)                                              | 5      |
| イタリア (FIMI)                                                   | 20     |
| 日本 (オリコン)                                                   | 26     |
| ポルトガル (AFP)                                                  | 1      |
| スコットランド (OCC)                                              | 4      |
| スペイン (PROMUSICAE)                                             | 12     |
| イギリス (Official Charts Company)                                | 5      |
| US Billboard 200 スーパー・デラックス・エディション               | 131    |
| US Top Catalog Albums (Billboard)                                 | 2      |
| US Top Rock Albums (Billboard) スーパー・デラックス・エディション | 34     |

| チャート (1991年) | 最高位 |
| ----------------- | ------ |
| カナダ (RPM)      | 87     |
| イギリス (OCC)    | 89     |

| チャート (1992年)            | 順位 |
| ---------------------------- | ---- |
| オーストラリア (ARIA)        | 17   |
| オーストリア (Ö3 Austria)    | 11   |
| カナダ (RPM)                 | 8    |
| オランダ (MegaCharts)        | 9    |
| ヨーロッパ (Music & Media)   | 5    |
| フランス (SNEP)              | 4    |
| ドイツ (Offiziele Top 100)   | 7    |
| ニュージーランド (RMNZ)      | 8    |
| スイス (Schweizer Hitparade) | 10   |
| イギリス (OCC)               | 22   |
| 全米 ビルボード200           | 3    |

| チャート (1993年) | 最高位 |
| ----------------- | ------ |
| イギリス (OCC)    | 71     |

| チャート (1994年)     | 順位 |
| --------------------- | ---- |
| オーストラリア (ARIA) | 66   |
| オランダ (MegaCharts) | 55   |
| イギリス (OCC)        | 80   |
| 全米 ビルボード200    | 84   |

| チャート (1995年)               | 順位 |
| ------------------------------- | ---- |
| オーストラリア (ARIA)           | 35   |
| ベルギー (Ultratop Wallonia)    | 57   |
| カナダ トップ・アルバムズ (RPM) | 6    |
| イギリス (OCC)                  | 88   |
| 全米 ビルボード200              | 115  |

| チャート (1996年)     | 順位 |
| --------------------- | ---- |
| オーストラリア (ARIA) | 49   |

| チャート (1998年) | 順位 |
| ----------------- | ---- |
| イギリス (OCC)    | 117  |

| チャート (1999年) | 順位 |
| ----------------- | ---- |
| イギリス (OCC)    | 135  |

| チャート (2001年) | 順位 |
| ----------------- | ---- |
| イギリス (OCC)    | 168  |

| チャート (2002年)                                   | 順位 |
| --------------------------------------------------- | ---- |
| カナダ アルタナティヴ・アルバム (Nielsen SoundScan) | 102  |
| カナダ メタル・アルバム (Nielsen SoundScan)         | 47   |
| イギリス (OCC)                                      | 194  |

| チャート (2005年)                                     | 順位 |
| ----------------------------------------------------- | ---- |
| ベルギー ミッドプライス・アルバム (Ultratop Flanders) | 38   |
| ベルギー ミッドプライス・アルバム (Ultratop Wallonia) | 22   |
| イギリス (OCC)                                        | 160  |

| チャート (2006年)                                     | 順位 |
| ----------------------------------------------------- | ---- |
| ベルギー ミッドプライス・アルバム (Ultratop Flanders) | 16   |
| ベルギー ミッドプライス・アルバム (Ultratop Wallonia) | 16   |

| チャート (2009年)                                     | 順位 |
| ----------------------------------------------------- | ---- |
| ベルギー ミッドプライス・アルバム (Ultratop Wallonia) | 50   |

| チャート (2011年)                                     | 順位 |
| ----------------------------------------------------- | ---- |
| ベルギー ミッドプライス・アルバム (Ultratop Flanders) | 22   |
| ベルギー ミッドプライス・アルバム (Ultratop Wallonia) | 32   |
| ポーランド (ZPAV)                                     | 97   |
| イタリア (FIMI)                                       | 97   |
| イギリス レコード (OCC)                               | 12   |
| イギリス (OCC)                                        | 127  |

| チャート (2012年)                                     | 順位 |
| ----------------------------------------------------- | ---- |
| ベルギー ミッドプライス・アルバム (Ultratop Flanders) | 31   |
| ベルギー ミッドプライス・アルバム (Ultratop Wallonia) | 33   |

| チャート (2013年)    | 順位 |
| -------------------- | ---- |
| アルゼンチン (CAPIF) | 66   |

| チャート (2015年)       | 順位 |
| ----------------------- | ---- |
| オーストラリア (ARIA)   | 98   |
| イタリア (FIMI)         | 98   |
| イギリス レコード (OCC) | 13   |

| チャート (2016年)       | 順位 |
| ----------------------- | ---- |
| イタリア (FIMI)         | 89   |
| ポーランド (ZPAV)       | 96   |
| イギリス レコード (OCC) | 10   |
| 全米 ビルボード200      | 161  |

| チャート (2017年)                         | 順位 |
| ----------------------------------------- | ---- |
| オーストリア (Ö3 Austria)                 | 69   |
| イタリア (FIMI)                           | 85   |
| イギリス レコード (OCC)                   | 15   |
| 全米 ビルボード200                        | 183  |
| 全米 トップ・ロック・アルバム (Billboard) | 30   |

| チャート (2018年)                           | 順位 |
| ------------------------------------------- | ---- |
| オーストラリア レコード (ARIA)              | 3    |
| オーストリア (Ö3 Austria)                   | 72   |
| イタリア (FIMI)                             | 78   |
| ポルトガル (AFP)                            | 138  |
| イギリス レコード (OCC)                     | 7    |
| 全米 トップ・ロック・アルバムズ (Billboard) | 55   |

| チャート (2019年)                           | 順位 |
| ------------------------------------------- | ---- |
| オーストラリア レコード (ARIA)              | 17   |
| ベルギー (Ultratop Flanders)                | 76   |
| ベルギー (Ultratop Wallonia)                | 106  |
| イタリア (FIMI)                             | 84   |
| ポルトガル (AFP)                            | 63   |
| イギリス レコード (OCC)                     | 14   |
| 全米 ビルボード200                          | 160  |
| 全米 トップ・ロック・アルバムズ (Billboard) | 27   |

| チャート (2020年)                           | 順位 |
| ------------------------------------------- | ---- |
| オーストラリア レコード (ARIA)              | 10   |
| オーストリア (Ö3 Austria)                   | 50   |
| ベルギー (Ultratop Flanders)                | 72   |
| ベルギー (Ultratop Wallonia)                | 91   |
| クロアチア (Foreign Top 40)                 | 33   |
| イタリア (FIMI)                             | 94   |
| イギリス レコード (OCC)                     | 4    |
| 全米 ビルボード200                          | 129  |
| 全米 トップ・ロック・アルバムズ (Billboard) | 13   |

| チャート (2021年)                         | 順位 |
| ----------------------------------------- | ---- |
| オーストラリア レコード (ARIA)            | 2    |
| オーストリア (Ö3 Austria)                 | 22   |
| ベルギー (Ultratop Flanders)              | 46   |
| ベルギー (Ultratop Wallonia)              | 68   |
| ドイツ (Offizielle Top 100)               | 68   |
| アイルランド レコード (IRMA)              | 17   |
| イタリア (FIMI)                           | 61   |
| ニュージーランド (RMNZ)                   | 47   |
| ポーランド (ZPAV)                         | 34   |
| ポルトガル (AFP)                          | 13   |
| イギリス (OCC)                            | 72   |
| 全米 ビルボード200                        | 97   |
| 全米 カタログ・アルバム (Billboard)       | 21   |
| 全米 トップ・ロック・アルバム (Billboard) | 14   |
| 全世界 アルバム・レコード (IFPI)          | 8    |

| チャート (2022年)                           | 順位 |
| ------------------------------------------- | ---- |
| オーストラリア (ARIA)                       | 44   |
| オーストリア (Ö3 Austria)                   | 26   |
| ベルギー (Ultratop Flanders)                | 52   |
| ベルギー (Ultratop Wallonia)                | 76   |
| オランダ (Album Top 100)                    | 42   |
| ドイツ (Offizielle Top 100)                 | 39   |
| ハンガリー (MAHASZ)                         | 88   |
| イタリア レコード (FIMI)                    | 19   |
| リトアニア (AGATA)                          | 38   |
| ニュージーランド (RMNZ)                     | 47   |
| ポーランド (ZPAV)                           | 25   |
| ポルトガル (AFP)                            | 11   |
| スイス (Schweizer Hitparade)                | 88   |
| イギリス (OCC)                              | 58   |
| 全米 ビルボード200                          | 57   |
| 全米 トップ・ロック・アルバムズ (Billboard) | 6    |

| チャート (1990–1999年) | 順位 |
| ---------------------- | ---- |
| 全米 ビルボード200     | 32   |

| チャート (2010–2019年)  | 順位 |
| ----------------------- | ---- |
| イギリス レコード (OCC) | 9    |

## オールタイム・ランキング
| 出版媒体（国）                               | ランキング名称 | 位  | 発表年度 |
| -------------------------------------------- | --- | --- | -------- |
| ブレンダー誌（米） (Blender)                 | オールタイム・グレイテスト・アメリカンアルバム100 (The 100 Greatest American Albums of All time)                            | 9   | 2008     |
| ローリング・ストーン誌（米） (Rolling Stone) | 90年代・グレイテストアルバム100 (The 100 Greatest Albums of the 90s)                                                        | 1   | 2019     |
| ローリング・ストーン誌（米） (Rolling Stone) | オールタイム・グレイテストアルバム500 (The 500 Greatest Albums of All Time)                                                 | 6   | 2020     |
| ビルボード200（米） (Billboard 200)          | グレイテスト・オールタイム・ビルボード200アルバム (Greatest of All Time Billboard 200 Albums)                               | 118 | 2019     |
| ビルボード200（米） (Billboard 200)          | オール92ダイヤモンド認定アルバム・批評ランキング (All 92 Diamond-Certified Albums Ranked from Worst to Best: Critic's Take) | 5   | 2016     |